# III. Iván Aszen bolgár cár
III. Iván Aszen (1259 – 1302 előtt) bolgár cár 1279-től 1280-ig.
II. Iván Aszen leányági unokájaként született. Ivajlo felkelése idején a bolgár fővárosba benyomult bizánciak tették meg – mint hűséges emberüket – cárnak, de mivel minden támogatás nélkül magára maradt, titkon elhagyta Tirnovot és Bizáncba szökött.